# Washington (paquebot)
Pour les articles homonymes, voir Washington.

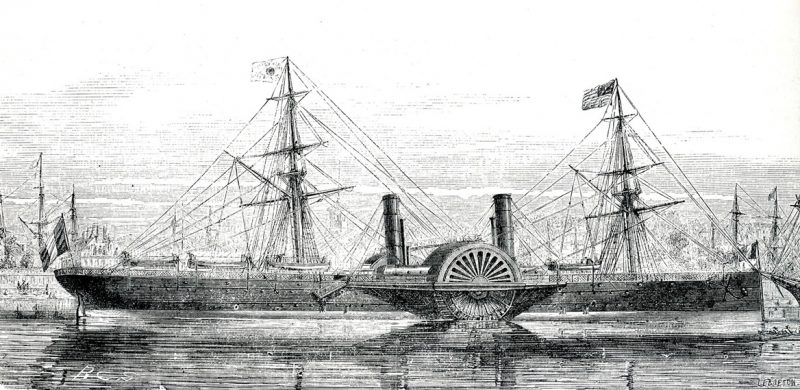
Le SS Washington, avant 1868.

Le Washington est un paquebot à roues de la Compagnie générale transatlantique (CGT) lancé en 1864.